# Sân bay Taksimo
Sân bay Taksimo (ICAO: UIKG) là một sân bay dân dụng ở Cộng hòa Buryatia, Nga, cách Taksimo 3 km về phía đông bắc.

## Hãng hàng không và điểm đến
| Hãng hàng không | Các điểm đến |
| --------------- | ------------ |
| Angara Airlines | Ulan-Ude     |